# أبو بكر الصولي
أبو بكر الصُّولي محمد بن يحيى بن عبد الله، نسبته إلى جده «صول تكين»، الذي كان وأهله ملوكا بجرجان، كان أحد العلماء بفنون الأدب، حسن المعرفة بأخبار الملوك وأيام الخلفاء ومآثر الأشراف وطبقات الشعراء. توفي كما يقول ابن النديم مستترا بالبصرة لأنّه روى جزء في علي بن أبي طالب فطلبته الخاصّة والعامّة لتقتله. والأرجح أنّه مات سنة 336هـ/ 947م.
نادم ثلاثة من خلفاء بني العباس، هم: الراضي والمكتفي والمقتدر. وكان من أحسن الناس لعباً بالشطرنج، حتى عرف بالشطرنجي. ترجم له ابن النديم ترجمة مفردة في الفن الثالث من المقالة الثالثة في أخبار العلماء وأسماء ما صنفوه من الكتب (طبعة طهران: ص167 - 168). كما ترجم له الخطيب البغدادي، تاريخ مدينة بغداد، وابن خلكان في وفيات الأعيان، والذهبي في سير أعلام النبلاء، ومن المعاصرين الزركلي في الأعلام.

## آثاره
له عدة تصانيف منها:
- أدب الكُتاب
- أخبار القرامطة
- الغرر
- أخبار ابن هَرْمة
- أخبار إبراهيم بن المهدي
- أخبار الحلاج
- شرح ديوان أبي تمام
- وقعة الجمل (رسالة صغيرة)
- أخبار أبي عمرو بن العلاء
- أخبار البحتري، صدر عن مجمع اللغة العربية بدمشق، بتحقيق الدكتور صالح الأشتر.
- المحيط
- الكافي
- الكشف عن مساوئ شعر المتنبي
- الإقناع في العروض
- الوزراء
- الإمامة
- عنوان المعرف وذكر الخلائف
- الأوراق في أخبار آل العباس وأشعارهم - طبع منه: أشعار أولاد الخلفاء، أخبار الراضي والمتقي وأخبار الشعراء المحدثين.

جمع ما تفرق من شعره د. يونس السامرائي، ومجموع ما أحصاه من شعره (1180) بيتا في (27) قصيدة و (48) مقطوعة. وجمع شعره أيضا أحمد جمال العمري في ذيل كتابه (أبو بكر الصولي: حياته وأدبه وديوانه). واستدرك هلال ناجي عليه (700) بيت في (المستدرك على صناع الدواوين - ط2: ص398 - 439). من شعره قوله:

## في الشطرنج
اشتهر الصولي في الشطرنج بين أعوام 902 و908 حين تغلب على الماوردي وهي قصة طريفة: "كان العباسي الخليفة المكتفي يتحزّب لشخص الماوردي اللاعب. فذكر للخليفة جودة لعب الصولي، فقرّر أن تحصل مباراة بينهم بحضوره. وفي المجلس ومنذ البداية وبسبب من أُلفته له وإعجابه بلعبه أخذ المكتفي بنصرة وتشجيع الماوردي حتى "أدهش" الصولي بذلك، لأنّ الحياديّة أمر واجب، وحين اتّصل اللعب تقدّم الصولي حتى غلب الماوردي غلبة قويّة جميلة، يـُعبِّر الخليفة عن خيبة ظنّه بعبارة وجّهها للاعبه المفضّل والذي كفّ بعدها أن يكون كذلك، حيث قال له:" صار ماء وردك بولاً"
أصبحت قدرة لعب الصولي أسطورية ومازال يعتبر أحد أفضل اللاعبين العرب إطلاقا، ويضرب به المثل إذا نبغ أحد في لعب الشطرنج فيقال: «يلعب مثل الصولي»، وكان للصولي معجبين بطريقة لعبه، يصل إعجابهم إلى درجة التحزّب والتعصّب له، وكان الراضي العبّاسي من هؤلاء، وفي يوم كان الخليفة مع بعض من أصحابه يتنزّه في بستان جميل النبات والأزهار، يسألهم إن كانوا رأوا أحسن من هذا؟ فقال كلّ منهم في مدح البستان ووصف محاسنه، فقال معقّباً على ماقالوه: لعبُ الصولي الشطرنج، والله أحسن من هذا ومن كلّ ماتصفون.
الأدلية الوثائقية عن سيرته محدودة غير أنه مازالت توجد بعض نهايات اللعب من مبارياته، ومهاراته في شطرنج الاستدبار وصفت كذلك من قبل معاصريه، قد درَّس الصولي الشطرنج كذلك ومن أشهر تلاميذه اللجلاج. وأحد أكبر إنجازاته هو تأليفه لكتاب الشطرنج وهو أول كتاب علمي يتناول دراسة نهاية اللعب والاستراتيجيا، حيث يحتوي معلومات على افتتاحيات مشهورة مسائل قياسية في منتصف اللعب ونهايات لعب مشروحة ويحوي كذلك أول وصف لمسألة الحصان، ولاحقا اعتمد الكثير من الكتاب الأوربيين في أعمالهم الحديثة على عمل الصولي.

### جوهرة الصولي
|   | h  | g  | f  | e  | d  | c  | b  | a  |   |
| 8 | a8 | b8 | c8 | d8 | e8 | f8 | g8 | h8 | 8 |
| 7 | a7 | b7 | c7 | d7 | e7 | f7 | g7 | h7 | 7 |
| 6 | a6 | b6 | c6 | d6 | e6 | f6 | g6 | h6 | 6 |
| 5 | a5 | b5 | c5 | d5 | e5 | f5 | g5 | h5 | 5 |
| 4 | a4 | b4 | c4 | d4 | e4 | f4 | g4 | h4 | 4 |
| 3 | a3 | b3 | c3 | d3 | e3 | f3 | g3 | h3 | 3 |
| 2 | a2 | b2 | c2 | d2 | e2 | f2 | g2 | h2 | 2 |
| 1 | a1 | b1 | c1 | d1 | e1 | f1 | g1 | h1 | 1 |
|   | h  | g  | f  | e  | d  | c  | b  | a  |   |

ألف الصولي مسألة سماها «جوهرة الصولي» والتي بقيت من دون حل لمدة ألف سنة في هذه المسألة الفرز وهو قطعة ضعيفة تتحرك مربعا واحد فقط قطريا (رمز إليه برمز الملكة في الشكل المقابل)، حيث يفوز اللاعب في الشطرنج القديم إن أخذ كل قطع الخصم ماعدا ملكه من دون أن يأخذ الخصم جميع قطعه في النقلة الموالية.
در س ديفيد هوبر وكينيث وايلد هذه المسألة في منتصف الثمانينات لكنهما عجزا عن حله، لكن تم حله أخيرا من قبل الأستاذ الكبير الروسي يوري أفرباخ
 الحل الذي يبدأ بـ 1. Kb4، مقدم من قبل هانز ري بعنوان «الطرافة الإنسانية للشطرنج» على الموقع.